# Ayya Khema
Ayya Khema (Berlin, 25 août 1923 - Oy-Mittelberg, 2 novembre 1997) est une enseignante de bouddhisme allemande. Elle fait partie de la branche du Theravāda.
Elle a beaucoup œuvré pour la condition des nonnes, en fondant plusieurs communautés monastiques, notamment au Sri Lanka.